# Gare de Lachaud-Curmilhac
Gare de Lachaud-Curmilhac – przystanek kolejowy w Vissac-Auteyrac, w departamencie Górna Loara, w regionie Owernia-Rodan-Alpy, we Francji.
Został otwarty w 1874 przez Compagnie des chemins de fer de Paris à Lyon et à la Méditerranée (PLM). Jest przystankiem kolejowym Société nationale des chemins de fer français (SNCF), obsługiwanym przez pociągi TER Auvergne.